# Ion Roată
Ion Roată (n. 31 martie 1806, satul Câmpuri, județul Vrancea – d. 20 februarie 1882, satul Gura Văii, județul Vrancea), cunoscut și sub numele de Moș Ion Roată, a fost un țăran român, deputat în Divanul Ad-hoc al Moldovei din anul 1857
și un susținător înflăcărat al Unirii Principatelor Moldova și Valahia și al reformei agrare din Principatele Unite ale Moldovei și Țării Românești.

## Biografie

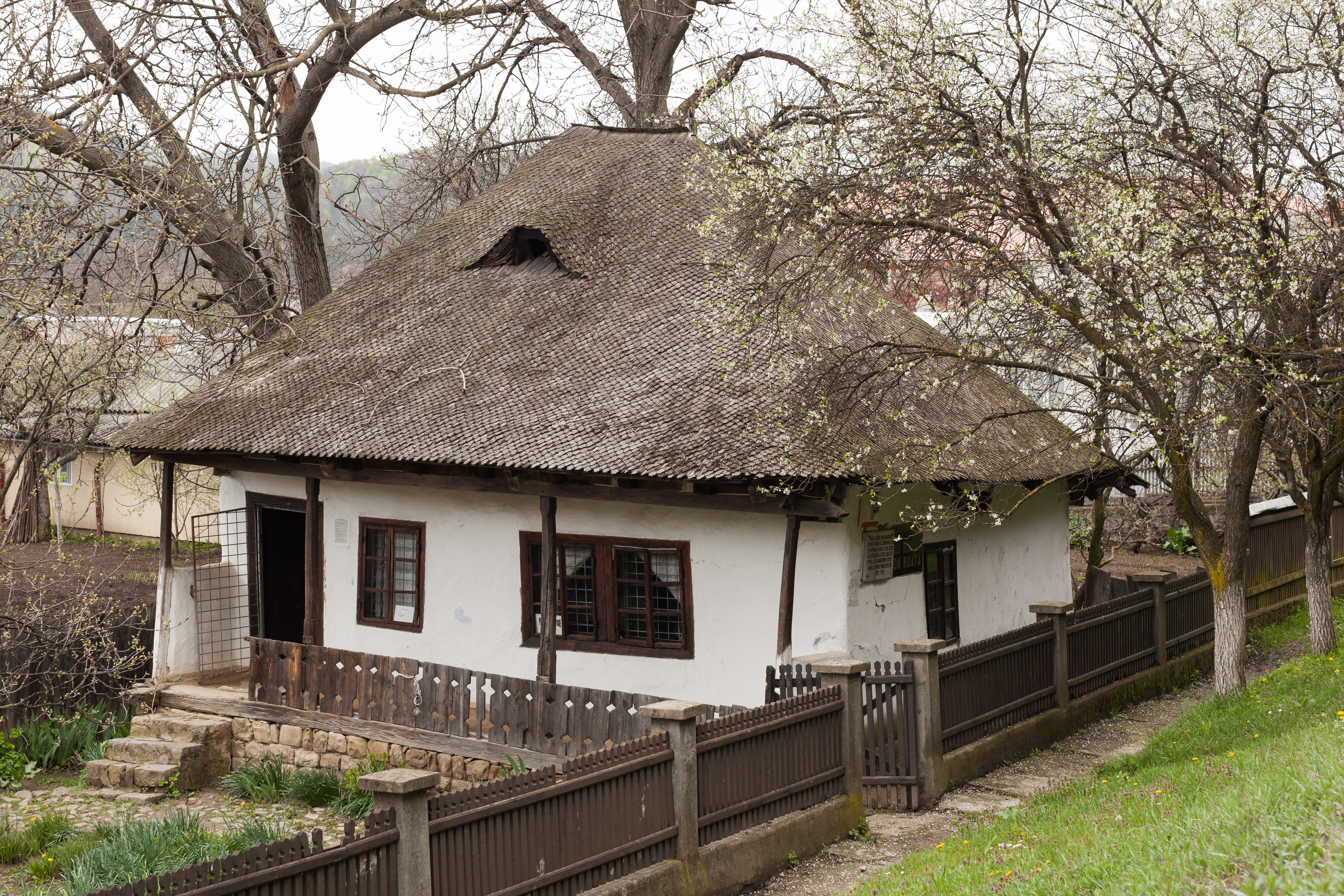
Casa Memorială „Moș Ion Roată” in Câmpuri

Ion Roată s-a născut în anul 1806 și a fost fiul lui Constantin si a Măriuței Roată. Ion Roată a fost căsătorit cu Maria Roată, născută în anul 1812, și a avut patru copii: Năstase, Neculai, Zoe si Maria.
Ion Roată a fost decorat la 18 martie 1878, de către Mihail Kogălniceanu, ministru de externe, cu  Ordinul Național „Steaua României”, în grad de cavaler, împreună cu brevetul însoțitor semnat de Domnitorul Carol I, „ca o răsplată a contribuției pe care înțeleptul țăran din Câmpurile a avut-o la Înfăptuirea Principatelor Unite”.
În februarie 2022, Ion Roată a fost numit cetățean de onoare al comunei Cîmpuri, localitatea natală, la 140 de ani de la moartea sa.
În localitatea sa natală poate fi vizitată Casa Memorială „Moș Ion Roată”.

## Literatură
- Ion Creangă: Ion Roată și Cuza-Vodă, povestire